# Странник (фильм, 1987)
«Странник» — советский чёрно-белый художественный фильм 1987 года, снятый режиссёром Михаилом Ведышевым на киностудии им. Горького (Ялтинский филиал).
По мотивам повести Евгения Федоровского «Свежий ветер океана».
Премьера фильма состоялась 28 ноября 1988 года. Фильм посмотрели 300 тыс. зрителей.

## Сюжет
В XIX веке Петербург отправляет два корабля в экспедицию к Южному полюсу под командованием Фадея Белинсгаузена. Во время путешествия команда сталкивается с трудностями, а учёный Головин пытается найти свидетельства об этой экспедиции. В конце концов, корабль достигает Антарктиды.

## В ролях
- Александр Трофимов — Фадей Беллинсгаузен / Алексей Головин
- Геннадий Горячев — Егор Киселёв
- Алексей Булдаков — Дионисий
- Виктор Давыдов — Иван Завадовский
- Станислав Лесной — Константин Торсон
- Вадим Гемс — Яков Берг
- Андрей Бубашкин — Дмитрий Давыдов
- Сергей Максачев — Новосильцев
- Александр Чижов — Степан Твердохлебов
- Олег Жданов — Никитич
- Илзе Лиепа — Катя
- Сергей Плотников — Александр Попов
- Андрей Болтнев — комбат
- Александр Краснов — Фёдор Горбатов
- Анатолий Гуляев — Бэнс
- Владимир Цветков — боцман

## Критика
Экранный рассказ о героическом плавании пестрит ученическими погрешностями в режиссуре, аховой игрой актёров и вопиющей бедностью постановочных средств. За бугром Россия, и мы уже прогуливаемся по чисто подметённой декорации Копенгагена («две шаги налево, три шаги направо») с этаким датским солдатиком в мохнатом «шапо»… А вот высадка на о. Святой Елены, где томится «супостат Буонапарте», слава богу, сконфузившийся показаться нам на глаза… Теперь в виду — Антарктида!.. В просторе океана подворачивается к шхуне со всех сторон настырный, как блоха, один и тот же айсберг (сработанный, как видно, ялтинскими умельцами)… Но полно! Нет в нашем кино заповеди: не можем — ну, и не надо, не умеем — так и не будем!!. Ну, постояла бы ещё не открытой (на юношеском киноэкране) Антарктида и, быть может, дождалась бы своего заветного часа, однажды глянув на нас не черноморскими пейзажами и убогими декорациями.
— Андрей Зоркий, журнал «Советский экран», 1988 год

## Рецензии
- Зоркий А. Самое массовое некассовое // Советский экран. — 1988. — № 24. — С. 8—9. — 1 700 000 экз. — ISSN 0132-0742.